# Forged in Fire
Albums de Anvil
Metal on Metal
(1982) Backwaxed
(1984)
Forged in Fire est le troisième album du groupe de heavy metal canadien Anvil, sorti en 1983.

## Composition du groupe
- Steve « Lips » Kudlow - Chant & guitare
- Dave Allison - Guitare
- Ian Dickinson - Basse
- Robb Reiner - Batterie

## Liste des chansons de l'album
1. Forged in Fire
2. Shadow Zone
3. Free As The Wind
4. Never Deceive Me
5. Butter-Bust Jerky
6. Future Wars
7. Hard Times-Fast Ladies